# Сеговия, Сантьяго
Луи́с Сантья́го Сего́вия (исп. Luis Santiago Segovia; родился 26 марта 2007, Консепсьон-дель-Уругвай) — аргентинский футболист, атакующий полузащитник клуба «Росарио Сентраль».

## Клубная карьера
Уроженец Консепсьон-дель-Уругвая (Энтре-Риос), Сантьяго Сеговия начал играть в футбол в футбольной академии «Атлетико Энгранахе». В 2019 году присоединился к академии клуба «Росарио Сентраль», а в октябре 2023 году подписал с клубом свой первый профессиональный контракт. 1 ноября 2024 года дебютировал в основном составе «Росаро Сентраль», выйдя на замену в матче аргентинской Примеры против клуба «Барракас Сентраль».

## Карьера в сборной
13 декабря 2022 года дебютировал в составе сборной Аргентины до 17 лет в матче против сборной Венесуэлы.